# Драго Флис
Драго Флис — Стрела (Бланца, код Кршког, 14. август 1921 — Љубљана, 4. март 2019) био је учесник Народноослободилачке борбе, друштвено-политички радник СР Словеније и СФР Југославије и народни херој Југославије.

## Биографија
Рођен је 14. августа 1921. у селу Бланци, код Кршког. Његов отац Антон је радио на железници, па се због тога породица преселила у место Хоче, код Марибора, где је био постављен за шефа железничке станице. Драго је гимназију завршио 1939. у Марибору, а након тога је уписао Медицински факултет у Љубљани. Његове студије је у четвртом семестру прекинуо почетак Другог светског рата у Југославији, 1941. године. После окупације Љубљане, он се вратио у родно место и ту се повезао са Народноослободилачким покретом (НОП), односно Ослободилачким фронтом Словеније (ОФ). Већ средином јула 1941. године, са групом младића из свог села је отишао у партизане на Похорје и тада добио своје прво партизанско име Панголос.
Са Похорском партизанском четом је учествовао у њеној првој већој акцији — нападу на жандармеријску станицу у Рибници, у ноћи 11/12. августа 1941. године. Пар дана након овога, Драго се 16. августа упутио са групом, која је имала задатак да у близини Хоча изврши саботажу на железничкој прузи. Услед наиласка на немачку патролу, група је била разбијена на два дела. Немци су тада заробили двојицу бораца, док је Драго успео да се извуче. Он се тада није вратио на Похорје, већ је отишао у Љубљану, јер се разболео од жутице. Немци су након ове акције интензивно трагали за њим, а 22. августа 1941. године су расписали потерницу.
У окупираној Љубљани, која се налазила у италијанској окупационој зони, Драго се склонио у болници, а када је оздравио он је средином септембра 1941, преко Пресерја и Закотка, отишао у партизански логор у Жали. Одатле се крајем октобра с групом бораца поново вратио у Љубљану, где су илегално деловали. Почетком јануара 1942. заједно са Мирком Брачичем, Драго је отишао у Трећи партизански батаљон, који је касније понео име хероја Љубе Шерцера. У то време је као истакнути партизански борац био примљен у чланство Комунистичке партије Словеније.
Након ослобођења Југославије, наставио је службу у Одељењу за заштиту народа (ОЗН), односно Управи државне безбедности (УДБ), све до 1952. године када је демобилисан у чину потпуковника. Потом се од 1952. до 1960. године налазио у дипломатској служби, а од 1960. до 1965. године је био генерални секретар Савезне привредне коморе. Од 1965. до 1969. је био члан Извршног већа Скупштине СР Словеније, а од 1969. до пензионисања је био помоћник генералног директора предузећа „Интертред” у Љубљани. Након пензионисања је био активан у друштвено-политичким организацијама и налазио се на дужности председника Скупштине општине Љубљана Центар, као и члана Општинске конференције Савеза комуниста Словеније у општини Љубљана Центар.
Преминуо је 4. марта 2019. у Љубљани. У тренутку смрти је уз Андреану Дружину Олгу, био један од двоје последњих народних хероја у Словенији и један од троје последњих народних хероја на подручју бивше Југославије.
Носилац је Партизанске споменице 1941. и других југословенских одликовања, међу којима су — Орден братства и јединства првог реда, Орден партизанске звезде другог реда, Орден за храброст и два Ордена заслуга за народ другог реда. Орденом народног хероја је одликован 27. новембра 1953. године.